# Incycle-Predator Components Cycling Team/Saison 2014
Dieser Artikel listet Erfolge und Fahrer des Radsportteams Incycle-Predator Components Cycling Team in der Saison 2014 auf.

## Erfolge in der UCI America Tour
| Datum    | Rennen                                     | Kat. | Fahrer       |
| -------- | ------------------------------------------ | ---- | ------------ |
| 29. Juni | Puerto-ricanischer Meister – Straßenrennen | NC   | Efrén Ortega |

## Mannschaft
| Name                      | Geburtstag        | Nationalität       | Team 2013                           |
| ------------------------- | ----------------- | ------------------ | ----------------------------------- |
| Calixto Bello             | 23. Februar 1986  | Vereinigte Staaten | Start-Trigon Cycling Team           |
| Jorge Charon              | 4. April 1993     | Puerto Rico        | Neoprofi                            |
| Andrés Díaz               | 20. Januar 1984   | Kolumbien          | 5 Hour Energy                       |
| Josean Duprey             | 3. August 1985    | Puerto Rico        | Caico Cycling Team (2008)           |
| Ricardo Escuela           | 23. Mai 1983      | Argentinien        | Predator Carbon Repair Cycling Team |
| Agustin Font              | 24. Mai 1977      | Puerto Rico        | Caico Cycling Team (2008)           |
| Orlando Garibay           | 13. Oktober 1993  | Mexiko             | Neoprofi                            |
| Stephen Hall              | 27. Februar 1990  | Australien         | Bianchi-Lotto-Nieuwe Hoop Tielen    |
| Sergio Hernandez          | 8. Januar 1985    | Vereinigte Staaten | Predator Carbon Repair Cycling Team |
| Michael Olheiser          | 23. Januar 1975   | Vereinigte Staaten | Cash Call Mortgage                  |
| Efrén Ortega              | 19. Oktober 1988  | Puerto Rico        | Start-Trigon Cycling Team           |
| Samuel Hunter Snipe Grove | 9. Januar 1993    | Vereinigte Staaten | Neoprofi                            |
| Christian Tamayo          | 21. März 1991     | Kolumbien          | Neoprofi                            |
| Jonah Tannos              | 4. August 1995    | Vereinigte Staaten | Neoprofi                            |
| Roberto Torres            | 26. November 1991 | Puerto Rico        | Neoprofi                            |
| Yeroni Vázquez            | 24. August 1993   | Puerto Rico        | Neoprofi                            |